# Sangrur
Sangrur est une ville indienne située dans le district de Sangrur dans l'État du Pendjab. En 2015, sa population était de 459 756 habitants.

## Source de la traduction
- (en) Cet article est partiellement ou en totalité issu de l’article de Wikipédia en anglais intitulé « Sangrur » (voir la liste des auteurs).